# كرايغ وايلدينغ
كرايغ وايلدينغ (بالإنجليزية: Craig Wilding)‏ هو لاعب كرة قدم بريطاني، ولد في 30 أكتوبر 1981 في برمنغهام في المملكة المتحدة. لعب مع نادي تشيسترفيلد ونادي يورك سيتي.

## وصلات خارجية
- كرايغ وايلدينغ على موقع قاعدة بيانات كرة القدم.إي يو (الإنجليزية)
- كرايغ وايلدينغ على موقع Soccerbase.com (لاعب) (الإنجليزية)